# نیومارکت (نیوهمپشایر)
نیومارکت (به انگلیسی: Newmarket) شهری در ایالت نیوهمپشایر کشور ایالات متحده آمریکا است که جمعیت آن در سرشماری سال ۲۰۲۰ میلادی، ۹۴۳۰ نفر بوده است.

## نگارخانه

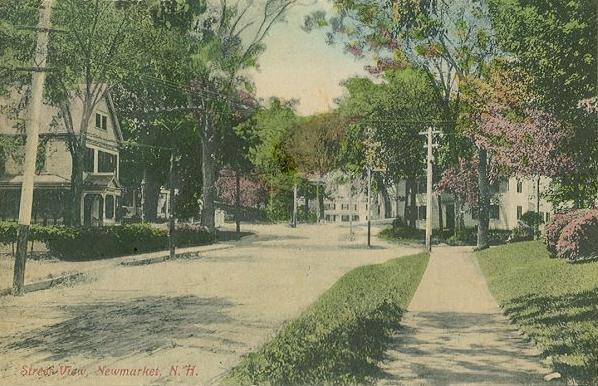
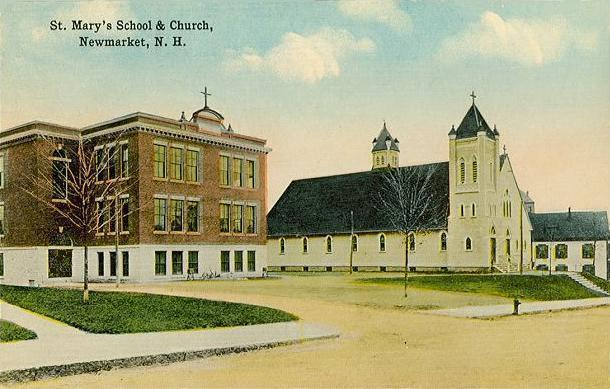
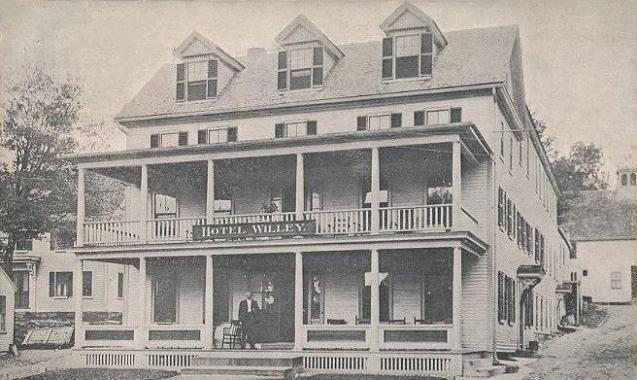